# (6663) Tatebayashi
(6663) Tatebayashi est un astéroïde de la ceinture principale.

## Description
(6663) Tatebayashi est un astéroïde de la ceinture principale. Il fut découvert le 12 février 1993 à Oizumi par Takao Kobayashi. Il présente une orbite caractérisée par un demi-grand axe de 2,67 UA, une excentricité de 0,13 et une inclinaison de 13,8° par rapport à l'écliptique.

## Compléments